# Де Хог, Сибрен
Ге́ррит Се́йбранд (Си́брен) де Хог (нидерл. Sybren de Hoog, Gerrit Sijbrand de Hoog, род. 1948) — нидерландский миколог, сотрудник Института грибного биоразнообразия Вестердейк с 1971 года, специалист по медицински значимым грибам.

## Биография
Окончил Утрехтский университет. С 1971 года работает в Институте грибного биоразнообразия Вестердейк (ранее — Центральное бюро грибных культур).
Организатор ряда исследований различных групп грибов — чёрных дрожжей, дерматофитов, мукоровых грибов. В соавторстве подготовил «Атлас клинических грибов», принимал активное участие в подготовке последних изданий фундаментального определителя «Дрожжи».
Редактор журналов Antonie van Leeuwenhoek и Mycoses, также работает в редакции Mycopathologia и Mycological Progress.
Научный секретарь Нидерландского общества микологии человека и ветеринарной микологии. Читает курс медицинской микологии в Институте Вестердейк.

## Некоторые публикации
- Character analyses of selected red yeasts / G. S. de Hoog (ed.). — Studies in Mycology. — Baarn : CBS, 1982. — Vol. 22. — 74 p.
- Atlas of Clinical Fungi / G. S. de Hoog, J. Guarro (eds.). — Baarn : CBS, 1995. — 720 p. — ISBN 90-70351-26-9.
- Ecology and evolution of black yeasts and their relatives / G. S. de Hoog (ed.). — Studies in Mycology. — Baarn : CBS, 1999. — Vol. 43. — 208 p. — ISBN 90-70351-39-0.
- Black fungal extremes / G. S. de Hoog, M. Grube (eds.). — Studies in Mycology. — Baarn : CBS, 2008. — Vol. 61. — 194 p. — ISBN 90-70351-73-0.

## Грибы, названные именем С. де Хога
- Apiotrichum dehoogii (Middelhoven et al.) Yurkov & Boekhout, 2015
- Dactylaria hoogii R.F.Castañeda & W.B.Kendr., 1991
- Moniliella dehoogii Thanh et al., 2012
- Scedosporium dehoogii Gilgado et al., 2008